# Trynitarze

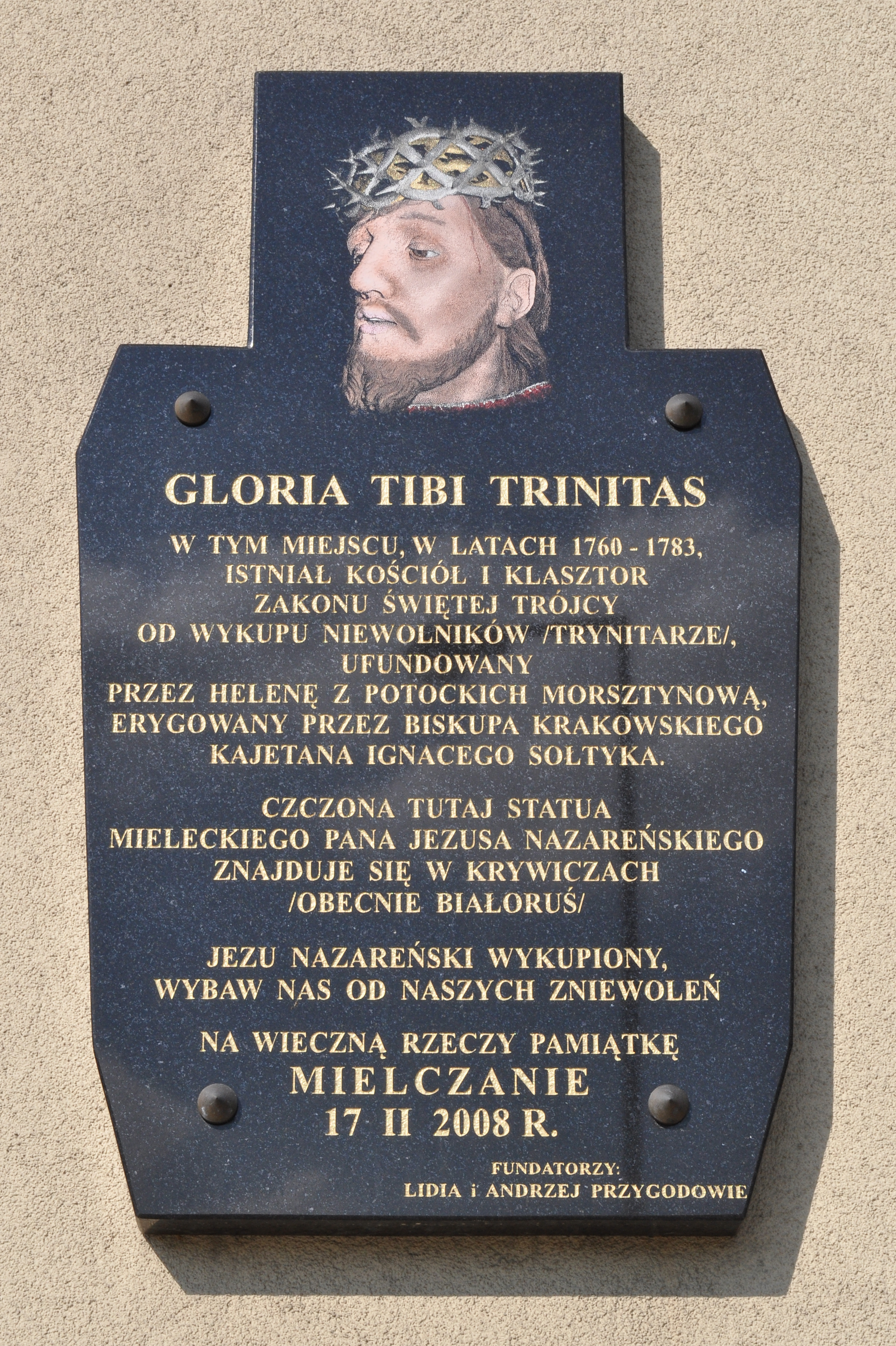
Tablica pamiątkowa w Mielcu

Trynitarze (właściwie Zakon Trójcy Przenajświętszej, dawniej Zakon Świętej Trójcy od Wykupu Niewolników) – katolicki zakon, założony w 1193 w dobie wypraw krzyżowych przez św. Jana z Mathy i św. Feliksa de Valois, a następnie zatwierdzony w 1198 bullą papieża Innocentego III Operante divine dispositionis. Od 1236 istnieje żeński zakon – trynitarianki (klauzurowe).
Z Zakonu Trójcy Przenajświętszej wywodzili się: 1 kardynał, 7 arcybiskupów i 21 biskupów.

## Historia zakonu
Zakon powstał w celu uwalniania (wykupu) niewolników chrześcijańskich z rąk muzułmanów podczas wypraw krzyżowych.  Encyklopedia Religii PWN podaje, że Trynitarze uwolnili ok. 900 tys. ludzi. Trynitarze pod koniec XVI w. podzielili się na dwie gałęzie: 
- trynitarze (trzewiczkowi),
- trynitarze bosi (ruch obserwancki).

Obecnie trynitarze głównie sprawują duszpasterstwo więźniów, ale także opiekują się osobami chorymi i uzależnionymi. Prowadzą swoje własne parafie w porozumieniu z biskupami lokalnymi.

## Teologia Trójcy Świętej u źródeł nazwy i reguły zakonu
W niewielu miejscach pierwotnej reguły św. Jana de Matha, zaaprobowanej przez papieża Innocentego III bullą Operante divinae dispositionis clementio, pojawia się termin „Trójca Święta”.  Po raz pierwszy określenie to zostało użyte we wstępie do reguły: „In nomine sancte et individue Trinitatis” – „W imię Świętej i Niepodzielnej Trójcy”. O Trójcy Świętej wspomina się również w punkcie: pierwszym, w którym mowa jest o nakazie posłuszeństwa dla przełożonego domu, trzecim: Wszystkie kościoły tego zakonu powinny nosić tytuł Trójcy Przenajświętszej(...), oraz w kontekście nazwy ministra (sługi) domu, czyli przełożonego: „minister domus Sancte Trinitatis”. Elementy, mające wymiar trynitarny (symboliczny), odnaleźć można również m.in. w punktach określających sposób życia i funkcjonowania zakonu: Wszystkie rzeczy, skądkolwiek by godziwie pochodziły, niech dzielą na trzy równe części (…); W jednym domu mogą być trzej bracia klerycy i trzej laicy (...) itp.
Teologia Trójcy Świętej u źródeł nazwy zakonu Przenajświętszej Trójcy od Wykupu Niewolników nie ma swoich korzeni w żadnym traktacie teologicznym św. Jana de Math, gdyż nie pozostawił on po sobie żadnego takiego dzieła. Pochodzenie tej nazwy ściśle wiąże się z historią życia świętego, dla którego Trójjedyny Bóg stanowił centrum duchowości. Z jednej strony przeżywał rozmach wiary trynitarnej wobec wojowniczego muzułmańskiego monoteizmu, z drugiej bolał nad ludzkim cierpieniem ofiar niewoli. Trójca Święta i krzyk uwięzionych od tego momentu zostały ściśle złączone z jego niepokojem duchowym. Jak pisze ks. Kazimierz Wójtowicz: Postawienie pod znakiem Trójcy Świętej dzieła wyzwolenia chrześcijańskich jeńców było prawdziwie profetycznym znakiem wobec muzułmanów, którzy 'wierzą w jedność'. W rzeczywistości bowiem muzułmanie uważali chrześcijan za heretyków i wrogów ich wiary właśnie dlatego, że 'wierzyli w Trójcę', to znaczy byli 'trynitarzami'. Zarówno charyzmat jak i nazwa zakonu ściśle się ze sobą łączą. Głównym celem św. Jana de Matha było ukazanie braciom w wierze, którzy znaleźli się w niewoli, iż nie są pozbawieni nadziei. Obok tego jednak przyświecał również inny cel – ukazanie chrześcijan w zupełnie innym świetle, niż te, które mieli muzułmanie: (...) krzyż krzyżowców był dla nich zatrważającym znakiem gwałtu; krzyż 'trynitarskich wybawców' był jednak innym krzyżem: był to krzyż bez broni i mocy, krzyż niosący pokój i pojednanie. Znak przemocy przemienił się na piersi braci od Trójcy Świętej w znak wyzwolenia i pokoju. O tej szczególnej misji napisał również Ojciec Święty Jan Paweł II w swoim liście do Ministra Generalnego Zakonu Trójcy Świętej z okazji 800-lecia aprobaty reguły, wskazując, że poprzez Zakon Trynitarzy chrześcijaństwo rozpoczęło kontakty humanitarne ze światem islamu, podkreślając równocześnie ich szczególne zadanie we współczesnym świecie: zadaniem dzisiejszych uczniów św. Jana z Mathy i Feliksa de Valois jest bycie (…) zwiastunami Tajemnicy Trynitarnej, pomagając jako apostołowie w wyzwoleniu człowieka, który pozostaje więźniem mniej widocznych, ale bardziej tragicznych i przygnębiających niewoli.

## Habit
Trynitarze noszą habit w kolorze białym, przepasany skórzanym czarnym paskiem, na habicie biały szkaplerz z czerwono-niebieskim krzyżem oraz biały kaptur. Płaszcz ciemnobrązowy lub czarny.

## Symbolika szkaplerza trynitarskiego
Znaczenie kolorów białego szkaplerza trynitarskiego: biel, początek wszystkich barw, oznacza Boga Ojca, niebieska pozioma belka krzyża symbolizuje zbawczy charakter Syna Bożego, a czerwona pionowa belka żarliwość Ducha Świętego.

## Działalność na świecie
Obecnie Zakon Trynitarzy na świecie składa się z siedmiu prowincji, trzech wikariatów oraz dwóch delegatur. Ojcowie Trynitarze są obecni w następujących krajach: Polska, Włochy, Hiszpania, Francja, Niemcy, Austria, USA, Kanada, Meksyk, Gwatemala, Portoryko, Kolumbia, Brazylia, Peru, Boliwia, Chile, Argentyna, Indie, Madagaskar oraz Kongo.

### Prowincje trynitarskie na świecie
- Prowincja Św. Jana de Matha (Włochy Północne)
  - Włochy, Meksyk
- Prowincja Ducha Świętego (Hiszpania Południowa)
  - Hiszpania Południowa, Argentyna, Chile, Boliwia, Peru
- Prowincja Niepokalanego Poczęcia (Hiszpania Północna)
  - Hiszpania Północna, Kolumbia, Puerto Rico
- Prowincja Niepokalanego Serca Maryi (USA)
  - USA, Indie
- Prowincja Najświętszego Serca
  - Kanada, Guatemala

## Działalność w Polsce

### Lata 1685–1907
Na ziemie polskie trynitarianie zostali sprowadzeni za czasów Jana III Sobieskiego w okresie wojen tureckich. Zakon trynitarzy działał na terenie Polski w latach 1685–1907. Obszar działalności tego zakonu ograniczał się do wschodnich ziem Rzeczypospolitej. Trynitarze byli zakonem żebraczym. Ich zadaniem było wykupywanie Polaków z niewoli tatarskiej (jasyru). Nierzadko zakonnicy, gdy już brakowało pieniędzy, sami oddawali się w ręce Tatarów, w zamian za uwalnianego z niewoli. W latach 1688–1783 polscy trynitarze wykupili 517 jeńców za kwotę 573 427 złotych polskich.
Miejscowości, w których założono domy zakonne trynitarzy (w kolejności chronologicznej): Lwów, Kraków, Stanisławów, Beresteczko, Warszawa, Halicz, Antokol i Werki (dziś dzielnice Wilna), Kamieniec Podolski, Orsza, Łuck, Tomaszów Lubelski, Brześć, Lublin, Krotoszyn, Brahiłów, Bursztyn, Szumbar, Czołhan, Babinowicze k. Orszy, Biały Kamień, Mielec. W Lublinie trynitarze posiadali najpierw dom zakonny, a następnie – z uwagi na zubożenie – zamieszkiwali jedną z wież w murach miejskich, nazywaną Wieżą Trynitarską.
Po pierwszym rozbiorze Polski następowały liczne kasaty różnych zakonów, w tym także Trynitarzy. Ostatni trynitarz na ziemiach polskich przebywał do 1907 roku.

### Restytucja od 1986 r.
Wraz z przyjazdem do Polski w 1986 o. Jerzego Kępińskiego doszło do restytucji tego zakonu w kraju. Współcześnie zadaniem zakonu jest "wykupywanie" ludzi z rozmaitych rodzajów niewoli – zewnętrznej i wewnętrznej, również uzależnień od alkoholu, narkotyków, Internetu itp.
Obecnie jedyny dom zakonny w Polsce znajduje się w Krakowie, przy kościele Przenajświętszej Trójcy.

## Znani trynitarze
- św. Feliks de Valois (1127–1212)
- św. Jan de Matha (1150–1213)
- bł. Anna Maria Taigi (1769–1837)
- bł. Elżbieta Canori Mora (1774–1825)

## Potrynitariańskie zabytki sakralne na ziemiach dawnej Rzeczypospolitej
Pozostałością po pierwszej obecności trynitarzy na ziemiach polsko-litewskich są klasztory zniesione w XIX w., stanowiące obecnie zabytki sakralnej architektury barokokowej i rokokowej (m.in. w Krakowie, Krotoszynie, Warszawie).  
Wśród zachowanych kościołów potrynitariańskich w Polsce znajdują się m.in.: 
1. Warszawa: Kościół Świętej Trójcy (na Solcu) (obecnie kościół diecezjalny)
2. Kraków: Kościół Świętej Trójcy (przekazany Ojcom Bonifratom)
3. Krotoszyn: Kościół św. Apostołów Piotra i Pawła (obecnie kościół parafialny-diecezjalny)

Wśród zachowanych kościołów potrynitariańskich w dawnej Rzeczypospolitej Obojga Narodów (obecnie: Litwa oraz Ukraina) znajdują się m.in.: 
1. Wilno – Antokol: Kościół Pana Jezusa (obecnie seminarium duchowne)
2. Wilno – Werki: Kościół Świętej Trójcy (obecnie kościół diecezjalny, seminarium duchowne)
3. Lwów: Kościół Trójcy Przenajświętszej (obecnie cerkiew greckokatolicka)
4. Lwów: Kościół św. Mikołaja (obecnie cerkiew prawosławna)
5. Kamieniec Podolski: Kościół i klasztor Trynitarzy z 1750 r. (obecnie cerkiew greckokatolicka św. Jozafata)
6. Łuck: Klasztor trynitarzy (obecnie garnizonowy szpital wojskowy)
7. Beresteczko: kościół Trójcy Świętej (zrujnowany)